# Nannoscincus slevini
Nannoscincus slevini là một loài thằn lằn trong họ Scincidae. Loài này được Loveridge mô tả khoa học đầu tiên năm 1941.

## Hình ảnh

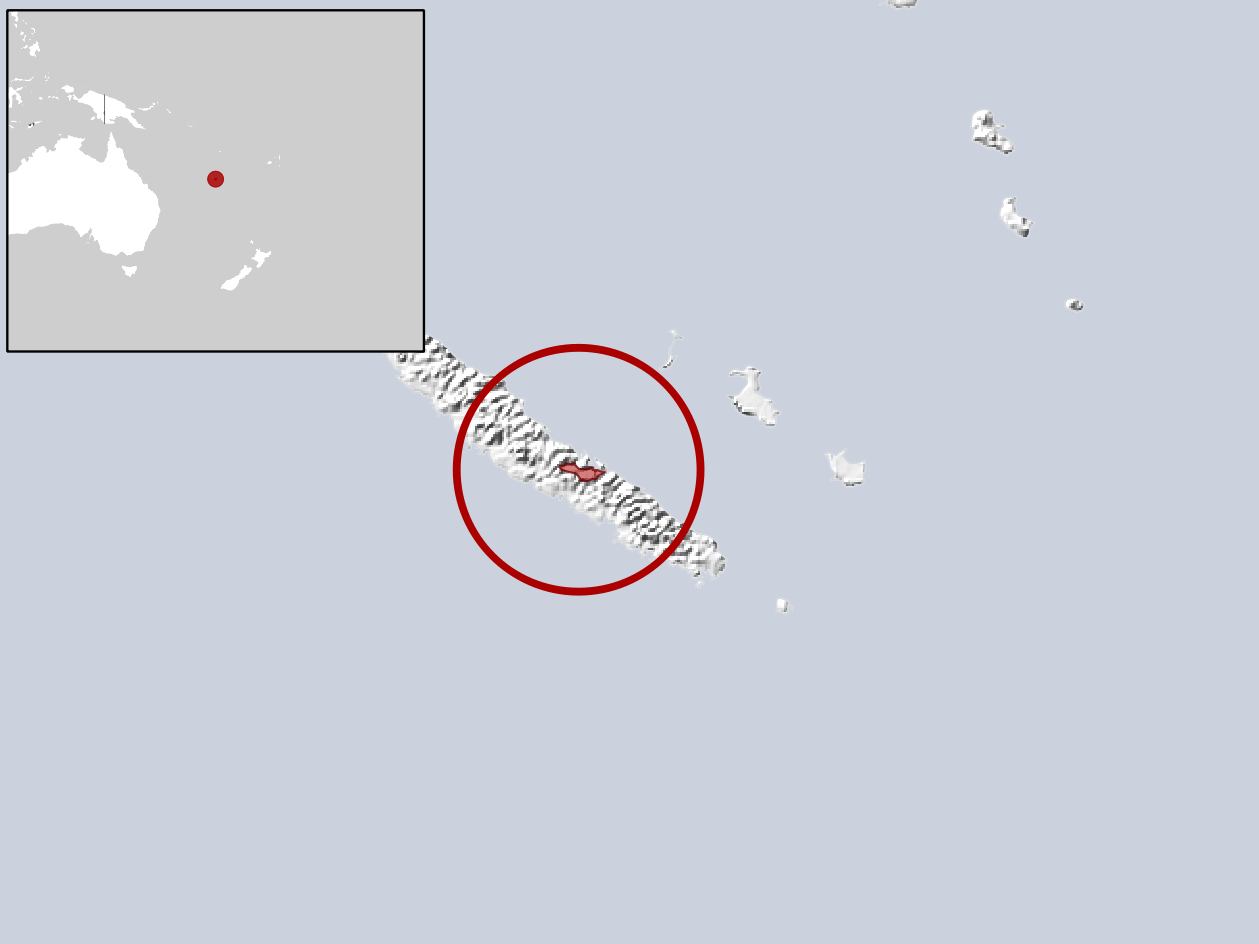